# Manoir de la Guêpière
Le Manoir de la Guêpière, situé à Nazelles-Négron date de la fin du XVe ou début XVIe siècle. L'origine du nom vient d'une maison forte gardant un gué sur la rivière Cisse, le seigneur des lieux s'appelait Pierre d'où le nom de Gué de Pierre qui devint plus tard Guêpière. Le manoir possède encore des éléments Renaissance (façade et pignon).

Il fut la propriété du père de Paul Scarron, poète burlesque auteur du "Virgile travesti" et du "Roman Comique". Paul Scarron a été le premier mari de Mme de Maintenon favorite puis épouse de Louis XIV.

Paul Scarron et sa femme séjournèrent au Manoir lors de voyages en Touraine.